# قنات‌ماهی‌های برتر
قنات‌ماهی‌های برتر (نام علمی: Fundulidae) نام یک تیره از راسته کپوردندان‌ماهی‌سانان است.